# Aloys Bigirumwami
Aloys Bigirumwami (* 22. Dezember 1904 in Zaza, Ruanda-Urundi; † 3. Juni 1986 in Ruhengeri, Ruanda) war ein ruandischer römisch-katholischer Geistlicher und Bischof von Nyundo.

## Leben
Bigirumwami empfing am 26. Mai 1929 das Sakrament der Priesterweihe.
Am 14. Februar 1952 ernannte ihn Papst Pius XII. zum ersten Apostolischen Vikar von Nyundo und Titularbischof von Garriana. Die Bischofsweihe spendete ihm am 1. Juni desselben Jahres der Apostolische Vikar von Kabgayi, Laurent-François Déprimoz MAfr; Mitkonsekratoren waren Joseph Kiwánuka, Apostolischer Vikar von Masaka, und Laurean Rugambwa, Apostolischer Vikar von Kagera Inferiore.
Mit der Erhebung des Apostolischen Vikariats in den Rang eines Bistums wurde Bigirumwami am 10. November 1959 zum Bischof von Nyundo, ehe er am 17. Dezember 1973 emeritiert wurde. Er war Teilnehmer der ersten, dritten und vierten Sitzungsperiode des Zweiten Vatikanischen Konzils.